# Nachtaanval

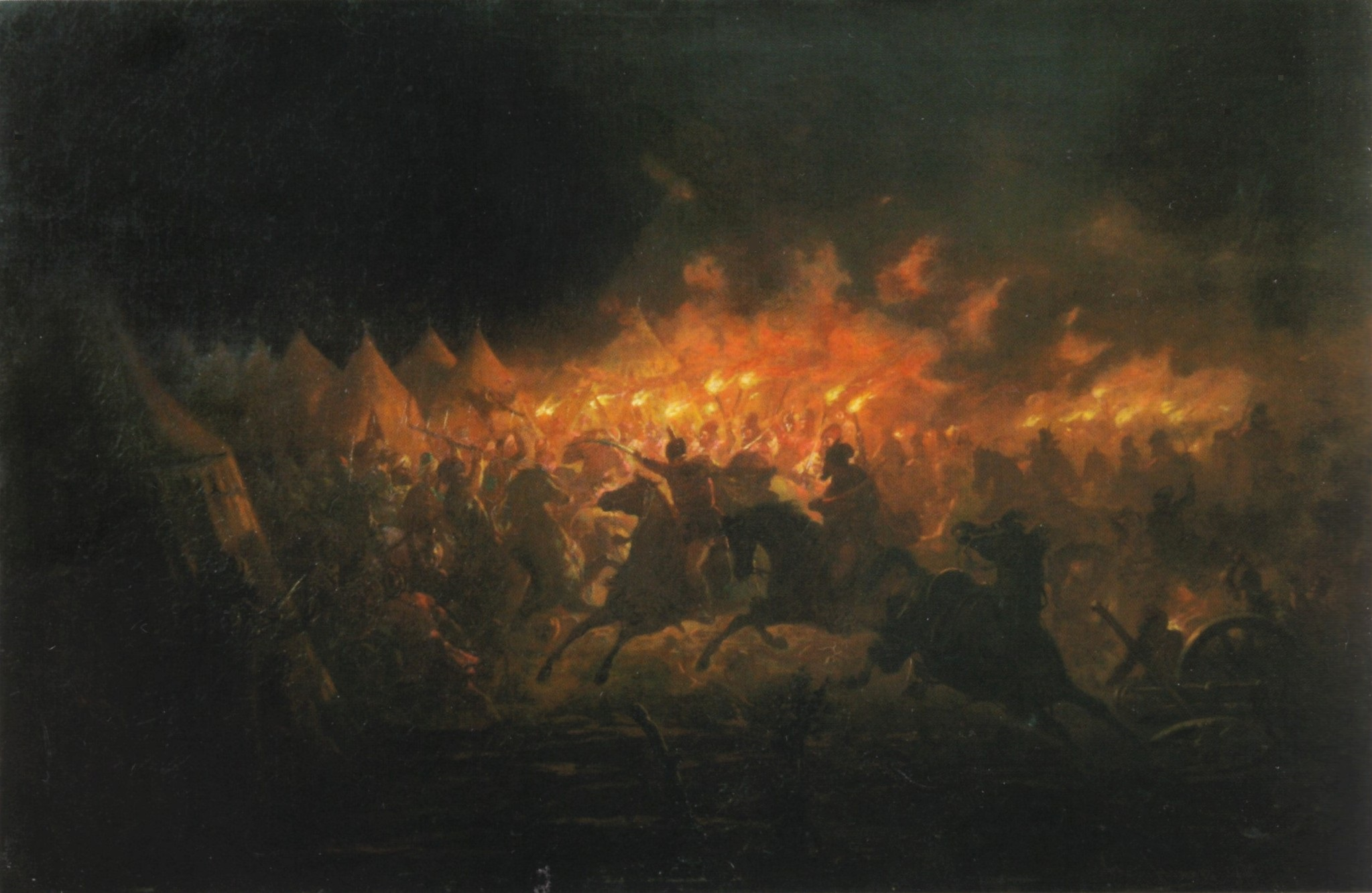
"De slag met fakkels" – schilderij van Theodor Aman.

De Nachtaanval was een gevecht tussen Vlad Dracula en Mehmet II van het Ottomaanse Rijk op 17 juni 1462. Casus belli was de invasie van Ottomaans-Bulgarije door Vlad en het spietsen van 23.000 Bulgaren en Turken daar. Mehmet bracht een leger bijeen om eens en voor altijd af te rekenen met het ’lastige’ Walachije en zijn leider Vlad (de Spietser).

## Wat voorafging
Na de Val van Constantinopel in 1453 richtte Mehmet zich op andere gebiedsuitbreidingen. Op de Balkan had Mehmet gebieden die schatplichtig waren aan hem maar er braken veel opstanden uit. Met name de Albanese volksheld Skanderbeg, een voormalig bevelhebber onder Mehmet, en Bosnië had hij niet onder controle. Walachije lag strategisch aan de Donau en kon als goede uitvalsbasis dienen voor het Heilige Roomse Rijk. Begin 1460 riep paus Pius II op tot een nieuwe kruistocht. Omdat de Europese machten zoals gewoonlijk weer interne of onderlinge problemen hadden, zat niemand te trappelen met uitzondering van Vlad III Dracula (Vlad Tepes). 
Door de houding van Europa maakte Mehmet gebruik van de situatie, ging in het offensief en veroverde delen van Servië (Smederevo e.o.) en Griekenland (Morea, Korinthe). De enige bondgenoot van Vlad, Mihály Szilágyi, werd in 1460 gevangen op zijn doortocht in Bulgarije door de Ottomanen. De manschappen van Mihály werden doodgemarteld en hijzelf in tweeën gezaagd. Eind 1460 stuurt Mehmet afgezanten naar Vlad om aan te dringen op het betalen van de jaarlijkse schatplicht van 10.000 dukaten en 500 christelijke kinderen die opgeleid moeten worden als janitsaren. De afgezanten worden gedood door Vlad en hij stuurt een brief naar de Zevenburger Saksen in Kronstadt (nu Brașov) om hen te waarschuwen voor de invasieplannen van Mehmet.
Door de weigering van Vlad staken de Ottomaanse eenheden de Donau over om zelf rekruten te vangen. Vlad versloeg de troepen en spietste ze. Dit conflict duurde tot 1461. Mehmet vroeg Vlad om naar Constantinopel te komen om hun geschil bij te leggen. Het behoeft geen uitleg dat Vlad hier geen gehoor aan gaf.
Hij stuurde een diplomatieke brief aan Mehmet waarin stond hij niet kon betalen omdat hij in oorlog lag met de Zevenburger Saksen en niet kon komen omdat hij bang was dat de Hongaarse koning, Matthias Corvinus, zijn land zou innemen. Als hij het zich kon veroorloven, zou hij voldoende goud sturen. Als Mehmet een Pasja zou sturen om hem tijdelijk te vervangen, zou hij bovendien naar Constantinopel komen. 
Mehmet speelde het spelletje mee en stuurde hierop de Bey van Nicopolis, Hamza Pasha, voor een diplomatiek gesprek met Vlad bij de plaats Giurgiu. Hij geeft uiteraard Hamza de opdracht mee Vlad in de val te lokken en mee te brengen naar Constantinopel. Met 1000 manschappen aan cavalerie ging Hamza op weg naar Giurgiu. Vlak voor de stad wachtte Vlad hem op in een bergpas en voerde hier een verrassingsaanval uit met musketiers. Er werd net zo lang geschoten tot de troepen afgemaakt zijn. Vlad was een van de eerste Europeanen die geweren gebruikte.
Vlad wist dat met deze actie het diplomatieke steekspel voorbij is en ging nu snel handelen. Na de slachting in de bergpas vermomde hij zich met zijn mannen als de Turkse cavalerie en reed naar een voormalig Walachijs fort dat was ingenomen door de Ottomanen. Vlad, die vloeiend Turks sprak door zijn jarenlange verblijf aan het Ottomaanse hof, beval de poort te openen en vernietigde het fort en zijn troepen. Hierna ging hij op campagne om de streek te zuiveren van Ottomaanse invloeden: Turkse troepen en sympathiserende populatie werden vernietigd, eerst in zijn eigen land, waarna hij de bevroren Donau overstak en vreselijk huishield in Bulgarije. Hier verspreidde hij zijn troepen in smallere eenheden en doodde circa 23.000 mohammedanen. In een brief dd 11-02-1462 aan Corvinus schreef hij :

Ik heb mannen en vrouwen gedood, jong en oud, in de omgeving van Oblucitza en Novoselo, daar waar de Donau in de zee uitkomt, tot bij Rahova bij Chilia, en van de lage Donau tot aan de plaatsen Samovit en Ghighen. We hebben 23.884 Turken en Bulgaren gedood zonder diegenen te tellen die verbrand werden in hun huizen en diegenen waar mijn soldaten niet het hoofd van genomen hebben…. Ik denk dat Zijne Hoogheid (Mehmet) nu wel weet dat ik de vrede met hem verbroken heb’

Toen Mehmet dit hoorde – hij was op dat moment het fort van Korinthe (Griekenland) aan het innemen – stuurde hij zijn grootvizier Mahmut met een leger van 18.000 om Brăila te vernietigen. Dit leger werd echter door Vlad verslagen, waarbij slechts 8.000 overleefden. 
De ‘overwinnings’campagne van Vlad werd groots gevierd in christelijk Transsylvanië en de Italiaanse stadstaten. Met name de Genuezen in Caffa (nu Feodosija, op de Krim in Oekraïne) waren dankbaar omdat Mehmet zijn geplande aanval met 300 schepen annuleerde. Vlad werd berucht bij Turken en velen van hen immigreerden terug naar Anatolië. Toen Mehmet vernam van Vlads overwinning staakte hij het Beleg van Korinthe en besloot zelf orde op zaken te stellen.

## Oorlogsvoorbereiding

### De Ottomanen
Het was Mehmet ernst. Met een leger zo groot als bij het Beleg (en val) van Constantinopel trok hij in april of mei 1462 op pad van Constantinopel naar Walachije om Vlad te verslaan en Walachije te annexeren. In een brief van Mehmet aan een van zijn grootviziers schreef hij dat zijn leger 150.000 groot was (inclusief 120 kanonnen). Dit leger werd over zee getransporteerd.

### De Walachijers
Vlad vroeg de Hongaarse koning Matthias Corvinus om hulp. Hij kreeg echter nul op het rekest. Vlad riep daarom op tot algehele mobilisatie van niet alleen de mannelijke bevolking maar iedereen, vrouwen en kinderen, boven de leeftijd van 12. De meest algemeen geaccepteerde telling van dit ‘leger’, dat voornamelijk bestond uit boeren en schaapherders, was 30.000 groot. Vlads persoonlijke lijfwacht bestond uit huurlingen uit diverse landen en enkele zigeuners. 

## De slag
De Ottomanen wilden landen bij Vidin, maar werden hier teruggedrongen door vele boogschutters. Op 4 juni ontscheepte ’s nachts een contingent janitsaren (van Servische afkomst) bij Turnu Severin. Hier probeerde Vlad ze tegen te houden. Een van de janitsaren, Constantin van Ostrovitza, schreef later:
‘Toen het nacht begon te worden ontscheepten we de galei en lieten we ons meevaren met de stroom van de Donau naar de andere oever een aantal kilometer achter het kamp van Vlad Tepes. Daar groeven we ons in tegen een eventuele cavalerieaanval. Hierna gingen we over en weer naar de andere zijde van de Donau voor infanterieversterkingen en het overplaatsen van artillerie. Hierna installeerden we het kanon, maar niet snel genoeg om te voorkomen dat 300 van ons sneuvelden. We begonnen te verzwakken en reageerden door zo vaak mogelijk met de meegebrachte geweren te schieten. Hierdoor konden we het leger van de prins (Vlad) terugdringen. Tepes (Vlad) zag in dat hij de oversteek niet meer kon tegenhouden en trok zich terug. Nadat de heerser (Mehmet) zelf de oversteek maakte met het hele leger gaf hij ons 30.000 munten om te verdelen.’  
Hierna marcheerde het Ottomaanse leger omhoog terwijl Vlad de tactiek van de verschroeide aarde toepaste, valkuilen maakte, rivieren verlegde en het water vergiftigde. Hij evacueerde de bevolking en dieren naar de bergen. Na een tocht van een week raakte het leger van Mehmet vermoeid door gebrek aan voedsel en water. Vlad ging nu een guerrillatactiek toepassen met zijn cavalerie (hit-and-run) en stuurde leprapatiënten, syfilis- en tbc-lijders naar het kamp van Mehmet om hen te besmetten. Het lukte hem ook om de builenpest te verspreiden in het Ottomaanse kamp.
De Ottomaanse vloot voerde een aantal kleine aanvallen uit op Brăila en Chilia, zonder noemenswaardige schade aan te brengen. De Walachijers waren hoog gemotiveerd. Chalcondyles (een Grieks/Byzantijnse historicus) schreef: ‘Het lukte de sultan een Walachijse soldaat gevangen te nemen. Eerst wilde hij hem omkopen voor informatie en daarna met marteling. Toen dit zonder resultaat bleef, zei Mehmet tegen hem: “Als je meester veel soldaten zoals jou heeft, zou hij de wereld in korte tijd veroveren!”.’ 
De Turken continueerden hun opmars naar Târgovişte, dit na het mislukte Beleg van het fort van Boekarest en het versterkte eiland Snagov. Dan, op 17 juni, toen de Ottomanen hun kamp ten zuiden van de hoofdstad opzetten, ging Vlad over tot De Nachtaanval. Met 24.000, of zelfs met slechts 7.000 tot 10.000 ruiters. Volgens Chalcondyles ging Vlad eerst vermomd als Turk door het kamp heen om de verdediging te bekijken en de tent van Mehmet. Het gevecht zou van circa middernacht tot vier uur ´s ochtends duren. De aanval zorgde voor veel chaos in het Ottomaanse kamp en heeft de levens van 15.000 Ottomanen en 5.000 Walachijers gekost. Tevens had Vlad het merendeel van de paarden en kamelen gedood. Het primaire doel, namelijk de dood van Mehmet, werd echter niet bereikt. Vlad had zich vergist en viel de tent van de grootviziers Ishak Pasha en Mahmud Pasha aan. 
Een pro-Walachijs verhaal over de nachtaanval van een veteraan is opgeschreven door de pauselijk legaat, Niccolò Modrussa, jaren later bij het hof van Buda toen Dracula door Corvinus werd gevangengenomen:

“Vlad had zich samen met 24.000 van zijn mensen die hem gewillig hadden gevolgd verborgen op een berg. De sultan had hem daar belegerd. Vlad realiseerde dat hij of van honger zou omkomen of in de handen van de zeer wrede vijand zou vallen, en beschouwde beide alternatieven als onwaardig. Hierdoor durfde hij het aan dat te doen waardoor hij tot in eeuwen zou worden herinnerd: hij riep zijn mensen bijeen en legde de situatie uit en kon hen makkelijk overtuigen het vijandelijke kamp in te gaan. Hij verdeelde de manschappen in twee groepen voor de aanval. Gebruikmakend van informatie van Turkse gevangenen, viel Vlad het Ottomaanse kamp aan met zijn deel van de troepen op en over de verdedigingswerken. Gedurende de hele nacht sloeg hij toe als bliksem in elke richting en veroorzaakte een slachting die zo groot was dat, als de andere commandant aan wie hij zijn overige troepen had toevertrouwd even moedig was of als de Ottomanen niet compleet de bevelen van de sultan (om hun posities te handhaven) hadden gevolgd, Vlad ongetwijfeld een van de meest grootse en briljantste overwinningen in de geschiedenis had behaald. Maar de andere commandant (een bojaar genoemd Galeş) durfde het niet aan, ondanks de afspraak, om aan de andere zijde van het kamp aan te vallen. Vlad richtte een slachting aan zonder grote verliezen, hoewel velen gewond raakten. Voor het ochtendgloren keerde hij terug naar de berg waar hij vandaan kwam. Door de terreur en slachting durfden de Ottomanen hem niet te achtervolgen. Later hoorde ik door overvraging van gevangen Ottomanen dat de sultan al het vertrouwen had verloren, het kamp uitvluchtte maar terugkeerde op aandringen van het Hof, bijna tegen zijn wil in.” 

De janitsaren, onder bevel van Mihaloğlu Ali Bey, achtervolgden de Walachijers en doodden 1.000 tot 2.000 van hen. Hoewel de moraal van Mehmet en zijn troepen laag was, besloot hij de hoofdstad te belegeren. Eenmaal aangekomen zag hij echter dat de poorten openstonden en de stad verlaten was. Aan weerszijden van de weg ernaartoe, vanaf een half uur lopend tot de poort, waren echter 20.000 gespietste Ottomanen. Als hoogste was Hamza Pasha gespietst, symboliserend zijn rang.
Andere bronnen vertellen dat de stad verdedigd werd en over een lengte van 100 kilometer gespietste Ottomanen waren. Chalcondyles schreef over de reactie van Mehmet:
‘Mehmet was verbijsterd van ongeloof over wat hij zag, dat hij zei dat hij niet het land kon veroveren van een man die zulke wonderbaarlijke dingen doet en zo over zijn onderdanen kan heersen op deze wijze dat hij voorbestemd is tot grootsheid.’
De sultan sloeg zijn kamp op, dit keer nog beter beveiligd tegen indringers en begon de volgende dag aan de terugtocht. Een paar dagen later kwam Vlads neef, Stefanus III van Moldavië, die de steden Akkerman en Chilia terug wilde van Vlad, en besloot tot een aanval met stormladders. De Walachijers kwamen echter terug met 7.000 manschappen en konden de stad verdedigen.
Op 29 juni bereikte de sultan Brăila, liet het platbranden, scheepte met zijn leger in en voer naar Adrianopel, waar hij arriveerde op 11 juli. Op 12 juli vierden de Ottomanen hun Grote Overwinning op Vlad Tepes. De Ottomanen hadden vele Walachijers tot slaaf gemaakt en 200.000 stuks vee en paarden buitgemaakt.

## Na de slag
Hoewel een overwinning van Vlad, was de prijs te hoog geweest voor de bevolking. Zijn broer Radu (De Schone), bekeerd vazal van Mehmet, overtuigde de Walachijers dat onderwerping aan Mehmet, als satellietstaat van het Ottomaanse Rijk, het beste was. Dit met hem als leider.
Vlad Tepes vluchtte hierop naar Transsylvanië, waar hij 12 jaar gevangen werd gezet door Corvinus (op basis van een door Corvinus vervalste brief dat Vlad Mehmet vergiffenis vroeg en aandrong op een alliantie tegen Hongarije). Corvinus had namelijk veel geld ontvangen van de paus om te strijden tegen de Ottomanen. Geld dat hij voor andere doeleinden gebruikte.
Vlad kwam echter weer in de gunst bij Corvinus en werd in 1474 vrijgelaten. Hij ging naar Bosnië met een Hongaars leger, veroverde daar steden en forten en spietste 8.000 Ottomanen. Het was Stefanus van Moldavië gelukt Chilia en Akkerman te veroveren op de in 1475 (aan syfilis) overleden Radu en het was ook gelukt deze tegen de Ottomaanse troepen te verdedigen in de Slag bij Vaslui. De neven verzoenden zich, veroverden Walachije maar Vlad stierf in december 1476 in de strijd tegen Basarab Laiotā. 
Het conflict eindigde toen het Ottomaanse Rijk het opgaf om Walachije in te lijven. Dit succes liet een permanente stempel in de cultuur en literatuur van Roemenië en van de andere betrokken landen.

## Cultuur
De Franse schrijver Victor Hugo schreef een gedicht over het conflict: La Légende des siècles (De legende van de eeuwen).
De film Bram Stoker's Dracula begint in 1462 met de Ottomaanse invasie van Walachije; een strijd in de nacht vindt plaats met Vlad als overwinnaar.